# Impremta de Narcís Ramírez
La impremta de Narcís Ramírez era un edifici situat al passatge dels Escudellers, 2-4 de Barcelona, actualment desaparegut.

## Història i descripció
A partir del 1835, Narcís Ramírez i Rialp es va formar a la impremta de Francesc Oliva, i cap al 1846 es va establir pel seu compte al primer pis del carrer dels Escudellers, 40, on el 1857 va fer instal·lar una màquina de vapor segons el projecte de l'arquitecte Joan Nolla i Cortès. El 1860, presentà una mostra dels seus treballs a l’Exposició de Barcelona, on hi havia accions de societats mercantils i l’escut espanyol i el de Catalunya en tretze colors.
El 1862, va fer construir una casa-fàbrica al núm. 4 del passatge d'Escudellers, segons el projecte del mestre d'obres Antoni Valls i Galí, on va traslladar la seva impremta. A les obres participaren el també mestre d'obres Antoni Terri i Caballé, l'enginyer mecànic Antoni Serrallach i Mas, director del Nuevo Vulcano, el moler Josep Pascual i Martí, el picapedrer Miquel Iscla i Olivella, el fuster Julià Soley i Petit, el lampista i vidrier Joan Brugueras i Galceran i el pintor Emili Prats i Martó, que cobraren 674.579'36 rals, i segons la documentació notarial, l'edifici tenia soterrani, planta baixa, entresol i terrat, amb una façana de tretze obertures, i estava dividit en dues parts mitjançant una paret: el taller d'impremta, que ocupava tot el soterrani i la major part de la resta, i la destinada a habitatges. El 1865, Ramírez va constituir la societat Narcís Ramírez i Cia, els socis de la qual eren el metge Román de Lacunza y Lauzica, el comerciant Josep Maristany i Triay i Pau Henrich i Prat, amb un capital de 2.940.000 rals. El febrer del 1869, Ramírez presentà un projecte d'ampliació de l'arquitecte Miquel Garriga i Roca, però a causa d'alguns problemes per a l'obtenció del permís d'obres, el novembre del mateix any va presentar uns altres plànols signats pel mestre d'obres Francesc Batlle i Felip.
L'empresa es va presentar a l'Exposició Industrial de Barcelona del 1871, on el comentarista Urgellès li dedicà unes paraules d'elogi pels productes exhibits, entre els quals hi havia els naips. També assistí a l'exposició de Viena del 1873, i el 1874 va promoure una ampliació a la finca veïna dels passatges dels Banys (actualment plaça de Joaquim Xirau) i de la Pau, adquirida en emfiteusi a Josepa Alegre i Víctor Hugo Vidal, segons el projecte del projecte del mestre d'obres Domènec Balet. El 1875, la societat es va renovar amb Ramírez, Maristany, els germans Manuel i Ignasi Henrich i Girona, i Casilda Ortiz de Lacunza (representada per Teodor Baró i Sureda), i un capital de 870.000 pessetes, i disposaven a més d'una fàbrica de paper a Ribes de Freser.
El 1877, Francesc Dalmau i el seu fill Tomàs, introductors de la màquina de Gramme (moguda per una màquina de vapor) per a produir corrent elèctric, feren unes proves d’enllumenat a la impremta de Ramírez amb el mateix sistema implantat al nou edifici que es construïa a Londres per al diari The Times. Segons la ressenya publicada pel Diario de Barcelona, la llum era produïda per dues làmpades Serrin instal·lades al departament dels caixistes, que treballaven al vespre i de nit.
Ramírez es va retirar del negoci el 1878, quedant com a únic propietari de les instal·lacions però mantenint una participació en la nova societat Successors de N. Ramírez i Cia, dirigida per Manuel Henrich i on també hi eren Ignasi Girona i Agrafel, Francesca Bofill i Martorell i Casilda Ortiz de Lacunza. Va morir a Barcelona el 22 de febrer del 1880 i la societat (que posteriorment canvià de nom a Manuel Henrich i Cia) va promoure la construcció d'una nou edifici al carrer de Còrsega entre els de Pau Claris i de Roger de Llúria, actualment desapareguda.
La casa-fàbrica era afectada pel Pla Especial d'Enllaç de la Rambla amb el carrer Rull (1991), redactat per l'arquitecte Ferran Sagarra i modificat per Ernest Compta (1992), per la qual cosa fou adquirida el 1992 a l'empresa mixta Promoció de Ciutat Vella SA (PROCIVESA) per la Universitat Pompeu Fabra, que hi va construir l'ampliació de la seu de la Rambla, segons el projecte dels arquitectes Josep Benedito i Jaume Llobet.